# نوحة

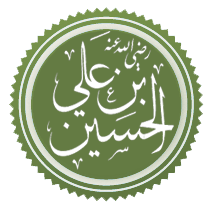
الحسين بن علي (اسم)

النَّوْحة (بالفارسية: نوحه)، (بالأردية: نوحہ) قد يُقصد بها حسب طائفة الشيعة رثاء عن مأساة الحسين بن علي في معركة كربلاء.
لكلمة نوحة علاقة بين الثقافتين واللغتين العربية والفارسية، لكنها عادة ما تُستعمل عند الفرس من أجل الإشارة إلى الرثاء أو حتى عند تلاوة قصيدة حداد. جدير بالذكر هنا أن الرثاء يلعب دوراً رئيسياً في الأدب بالنسبة لأتباع الطائفة الشيعية وفروعها. تنظيم الشعر للتذكير بمأساة الحسين في كربلاء لا يقتصر على شعراء فارس فقط بل هناك الكثير من الشعراء من لغات أخرى ساهموا في تثبيت هذا المفهوم في اللغة.
ساهم في اللغة الأردية مثلاً عدد من الشعراء مثل مير أنيس وميرزا دبير في تثبيت كلمة نوحة وفروعها في تلك اللغة. هناك أيضاً شعراء ناطقون باللغة الإنجليزية لديهم مساهمات كبيرة لإنتاج المراثي حول الإمام الحسين والحوادث المأساوية التي حصلت له في كربلاء. 